# 按分票
按分票（あんぶんひょう）とは、自書式投票において、その記述だけで判断すると複数の候補者や政党に該当しそうな記載である票を指す。
公職選挙法では「按分」という表記を使っているが、常用漢字を使う場合は「案分」と書く。

## 概要
日本では公職選挙法第68条の2で規定されている。
例として、「山田太郎」と「山田花子」の「山田」という姓の候補者が2人立った選挙を想定する。ある投票者が姓の「山田」のみを投票用紙に記載し、投票した場合、この「山田」とのみ書かれた投票用紙は「山田太郎」に投票したものであるか、「山田花子」に投票したものであるかが問題になる。この場合、投票者の意思をなるべくくみ取ろうとするならば、無効票にするのではなく、複数の「山田」に対して得票率に応じて比例配分されることになる。
按分票を採用するかどうかは、その国の選挙法による。日本においては、開票区（主に市区町村を単位に設けられる）の按分対象候補の得票率に応じて按分されることになり、小数点第4位以下は切り捨てとして扱われる。このような票が生じるため、自書式投票では時間と経費がかさむことになる。日本の参議院選挙における全国区制や非拘束名簿式の比例代表制のように、候補者数が多ければ、こうした按分票が増える傾向になる（参議院の比例代表における得票結果が小数点第3位まで記載されているのはこのためである）。
公職選挙法第68条の2第2項・第3項で「名称又は略称が同一である衆議院名簿届出政党等（又は参議院名簿届出政党等）が2以上ある場合において、その名称又は略称のみを記載した投票は有効とする」、同法第68条の2第4項・第5項で「有効投票は、開票区ごとに、当該候補者、又は当該衆議院名簿届出政党等（又は参議院名簿届出政党等）のその他の有効投票数（当該参議院名簿届出政党等に係る各参議院名簿登載者の有効投票数を含まないもの）に応じて按分し、それぞれこれに加えるものとする」とそれぞれあるため、国政選挙の比例代表制において名簿届出政党等が名称又は略称が同一である場合は按分票とすることが明記されている。一方で政治資金規正法第6条では「政治団体の名称は政党又は政治資金団体の名称及びこれらに類似する名称以外の名称でなければならない」と規定されている。
なお、通称（旧姓を含む）を届け出ている候補者は、通称でも本名でも票（按分票を含む）が配分されている。

## 例
- 1956年に行われた第4回参議院議員通常選挙では、当選無効訴訟において「条」は当用漢字表（現：常用漢字）で「條」の当用漢字とされており、区別なく用いられる実情にあることから、「条」と「條」を区別せずに上条愛一と上條某の間で按分の対象とすべきとの判断が示された[1]。
- 1958年に行われた第28回衆議院議員総選挙では、長崎2区において自由民主党所属の前代議士である北村徳太郎と無所属新人の北村徳太郎という同姓同名の2人が立候補をしたため、両名の間で按分票の配分が行われた。結果は自民党の北村が3位当選、無所属の北村が最下位落選。
- 2007年、2011年、2015年の統一地方選挙で行われた福岡県議会議員選挙では、久留米市選挙区において、自由民主党公認の十中大雅（戸籍名：田中大雅）と公明党公認の田中正勝がいたため、田中（たなか）とだけ書かれた票が、両者の間で按分票の配分が行われた。結果は両者とも当選。
- 2009年に行われた第45回衆議院議員総選挙では、山口1区において高村正彦（こうむらまさひこ、自由民主党）と高邑勉（たかむらつとむ、民主党）の、姓の読みの紛らわしい2名が立候補したため、両名の間で按分票の配分が行われた。結果は、高村が選挙区で当選、高邑が比例復活で当選。
- 2013年に行われた第23回参議院議員通常選挙では、比例区において政党みどりの風（略称「みどり」）と候補者石井みどり（自由民主党）がいたため、「みどり」と記載された票は両者の間で按分された[2]。参議院比例区では政党名と候補者名のいずれを記載してもよいとする非拘束名簿式が2001年以降採用されていることに起因する[注 1]。
- 2017年に行われた佐賀県唐津市の市議会議員選挙において、現職と新人の（いずれも無所属）、同姓同名の2人の青木茂が立候補をしたため、両名の間で按分票の配分が行われた。両者とも当選した[3]。
  - 2021年に行われた市議会議員選挙でも、今度はともに現職である2人の青木茂が立候補し、両名の間で按分票の配分が行われた。結果は前回時点でも現職だった青木が12番目で5回目の当選、前回時点で新人だった青木が30番目で落選[4]。
- 2019年統一地方選挙に行われた千葉県勝浦市の市議会議員選挙において、現職と新人の（いずれも無所属）、鈴木かつみ[注 2]が立候補をしたため、両名の間で按分票の配分が行われた。結果は現職の鈴木が3回目の当選、新人の鈴木が最下位落選となった[5]。なお、混乱防止のために候補者と市選挙管理委員会は大字併記の上で投票するよう呼びかけていた[6]。
- 2019年に行われた第25回参議院議員通常選挙では、比例区において、「みき」と書かれた票が、自由民主党現職の三木亨（特定枠）と立憲民主党新人の白沢みきの間で按分された。結果は三木が当選、白沢が落選。
- 2019年に行われた第25回参議院議員通常選挙では、比例区において、「太郎」と書かれた票が、自由民主党元職の山田太郎とれいわ新選組代表で現職の山本太郎の間で按分された。結果は山田が当選、山本が落選。なお、富士宮市選挙管理委員会では、山田太郎に投票された票が山本太郎に配分されるトラブルも起きた。
- 2020年4月に行われた静岡4区衆議院議員補欠選挙では、無所属（野党統一候補）新人の田中健と、元江戸川区議でNHKから国民を守る党新人の田中健という同姓同名の2人が立候補したため、両名の間で按分票の配分が行われた。結果は無所属の田中が2位、NHKから国民を守る党の田中が最下位で両者とも落選。
- 2021年10月に行われた第49回衆議院議員総選挙では以下のような案件が発生している。
  - すべての比例ブロックにおいて、立憲民主党と国民民主党がそれぞれ略称を「民主党」と届け出ているため、事前に総務省の通達により、投票記載台に表示されている略称である「民主党」と記載された投票は有効票とし、開票区ごとの得票割合に応じて両党に按分票の配分がなされることになった。同様の事例は2022年の第26回参議院議員通常選挙と2024年の第50回衆議院議員総選挙でも発生している。

  - 島根1区において、読み仮名がいずれも「かめいあきこ」となる、立憲民主党比例前職の亀井亜紀子と、無所属新人の亀井彰子が立候補したため、島根県選挙管理委員会は対応を明らかにしない[7]まま両名の間で按分票の配分が行われた。結果は亀井亜紀子が2位、亀井彰子が3位で両者とも落選（亀井亜紀子は重複していた比例中国ブロックでも落選。亀井彰子は供託金返還点に届かず、没収された）。

候補者に同じ苗字が多くいる場合のような、地方議会選挙では、苗字のみの投票分が按分票となる。そのため最下位当選が小数点以下の票差で決する可能性がある。
国政選挙であるにもかかわらず一部の選挙管理委員会で行われた按分の例としては次のようなものがある。
- 2010年の第22回参議院議員通常選挙愛知県選挙区において、愛知県幸田町選管が「さいとう」とだけ書かれた票を民主党の新人斎藤嘉隆とみんなの党の新人薬師寺道代（本名は齋藤道代）の按分とした。当落には影響しなかった。「さいとう」とかなで記載された票が幸田町以外で一票も発生していないとは考えにくいが、幸田町だけが按分処理をした理由は不明である。
- 2013年の第23回参議院議員通常選挙比例区において、熊本県水俣市選管が「日本」とだけ書かれた票を、日本維新の会と日本共産党の政党名投票として按分した。ただし当落には影響しなかった。
- 2022年の第26回参議院議員通常選挙埼玉県選挙区において、一部の自治体の選管が「関口」とだけ書かれた票を自民党の現職関口昌一と日本共産党の新人梅村早江子（本名は関口早江子）の按分とした。当落には影響しなかった。